# لامبرتسبرگ
لامبرتسبرگ (به آلمانی: Lambertsberg) یک شهر در آلمان است که در بیتبورگ-پروم واقع شده‌است.